# Тулим
„Тулим“ (Тулим) е известен хип-хоп състав от Киев.
Групата е сформирана в 2008 г. През 2009 година пуска първия си албум „0,5“. На 18 април 2015 г. в „Студио Орфей“, София, България – концерт „Onyx і Тулим“.

## Дискография
- „0,5“ (2009)
- „Хронологія“ (2012)